# わーすた STUDIO LIVE "ゆうめいに、にゃる!!!!!"
『わーすた STUDIO LIVE "ゆうめいに、にゃる!!!!!"』（わーすた スタジオ ライブ "ゆうめいに、にゃる!!!!!"）は、わーすたの一連のスタジオライブアルバムの総称である。以下の2タイトルが配信されている。
- わーすた STUDIO LIVE "ゆうめいに、にゃる!!!!!"
- わーすた STUDIO LIVE "ゆうめいに、にゃる!!!!!" VOL.2

## 概要
2019年7月12日の午後6時、わーすたスタッフから2019年10月8日に代々木公園野外ステージで『わーすた x NEKONOTEBAND FREE LIVE 〜ゆうめいに、にゃる!!!!!〜』を開催すると発表があり、同日20時からLINE LIVE等で緊急生配信を行い、フリーライブに向けての意気込み等が語られた。一方、YouTube上には「最上級ぱらどっくす」、「NEW にゃーくにゃくにゃ水族館2」のスタジオライブの映像がアップされ、コメント欄で『「わーすた FREE LIVE【ゆうめいに、にゃる！！！！！】」へ向けて、7月12日から3ヶ月間連続毎月12日（わんにゃんの日）にSTUDIO LIVEコンテンツをアップする』と発表された。以降、8月12日に「PLATONIC GIRL」、9月12日に「スタンドアロン・コンプレックス」、「うるとらみらくるくるふぁいなるアルティメットチョコびーむ」のスタジオライブの映像がアップされた。これら5曲の音源のみを集めたものが『わーすた STUDIO LIVE "ゆうめいに、にゃる!!!!!"』である。なお、10月30日に発売された「遮二無二 生きる!/バスタブ・アロマティック」のBlu-rayには「最上級ぱらどっくす」、「NEW にゃーくにゃくにゃ水族館2」、「PLATONIC GIRL」と、当時YouTubeにアップされなかった「Love Unmelt」のスタジオライブ映像が、「バスタブ・アロマティック/遮二無二 生きる!」のBlu-rayにはスタジオライブの舞台裏の映像が収められている。
一方、後述のクラウドファンディングのリターンである「STUDIO LIVE メンバー全員 サイン入りフォトブック」には5曲以外に「Love Unmelt」、「Just be yourself」、「ねぇ愛してみて」の3曲もクレジットされていた。また、「Just be yourself」、「ねぇ愛してみて」の2曲はスタジオライブの映像公開すら無いままであった。「Just be yourself」、「ねぇ愛してみて」のスタジオライブ映像は「遮二無二 生きる!/バスタブ・アロマティック」のBlu-rayに収録されなかった「うるとらみらくるくるふぁいなるアルティメットチョコびーむ」、「スタンドアロン・コンプレックス」と共に、2020年3月25日に発売されたベストアルバム「わーすたBEST」のBlu-rayに収録され、やっと日の目を見ることとなった。2020年4月1日には「Love Unmelt」、「Just be yourself」、「ねぇ愛してみて」の3曲の音源のみを集めて『わーすた STUDIO LIVE "ゆうめいに、にゃる!!!!!" VOL.2』として配信限定でリリースされた。

### わーすた x NEKONOTEBAND FREE LIVE 〜ゆうめいに、にゃる!!!!!〜
2019年7月12日の発表以降、スタジオライブ映像のアップと並行して、7月26日から【わーすた FREE LIVE “ゆうめいに、にゃる!!!!!” 〜 5年目からその先へ プロジェクト】と題してクラウドファンディングの募集も行われた。目標金額を段階的に設定し、達成するごとに企画を追加する方式がとられたが、初日で第一弾、第二弾の目標金額を達成した(第三弾の企画は募集期間内に目標金額を達成できなかったので中止)。
10月8日、約3000人が集まるなか『わーすた x NEKONOTEBAND FREE LIVE 〜ゆうめいに、にゃる!!!!!〜』が開催された。終演後の影ナレで2020年3月28日に渋谷公会堂でワンマンライブを行うことが発表された。直後にYouTube上に「スーパーありがとう for わーしっぷ ver.」の映像がアップされた。この中で『わーすた x NEKONOTEBAND FREE LIVE 〜ゆうめいに、にゃる!!!!!〜』にはノルマがあって、もし、1500人集まらなかったら渋谷公会堂でのワンマンライブは行わないことになっていたことが明らかにされた。

## わーすた STUDIO LIVE "ゆうめいに、にゃる!!!!!"
『わーすた STUDIO LIVE "ゆうめいに、にゃる!!!!!"』（わーすた スタジオ ライブ "ゆうめいに、にゃる!!!!!"）は、2019年10月8日から1週間限定でiDOL Streetより発売されたわーすたのスタジオライブアルバムである。好評により、2020年3月4日から再配信されている。限定配信時は1曲ごとの購入が可能だったが、再配信時はアルバム単位でのみ購入可能となっている。当初はダウンロード配信のみで販売され、ストリーミング配信は一切なかったが、2021年9月29日にストリーミング配信も解禁された。なお、ハイレゾ音源の配信はない。

### 収録曲
1. 最上級ぱらどっくす
作詞：鈴木まなか・渡邉シェフ、作曲：安藤啓希・須藤隼太、編曲：岸田勇気
2. NEW にゃーくにゃくにゃ水族館2
作詞：鈴木まなか、作曲：鈴木まなか・友永香鈴、編曲：友永香鈴
3. PLATONIC GIRL
作詞・作曲・編曲：みきとP
4. スタンドアロン・コンプレックス
作詞・作曲・編曲：みきとP
5. うるとらみらくるくるふぁいなるアルティメットチョコびーむ
作詞：鈴木まなか、作曲：鈴木まなか・Hiroki Sagawa、編曲：Hiroki Sagawa

(注)作詞、作曲、編曲者名は上述のクラウドファンディングのリターンである「STUDIO LIVE メンバー全員 サイン入りフォトブック」に記載されているものである。

### 音楽配信
前述のとおりダウンロード配信のみの1週間限定販売だったが、現在は再配信されている。さらに、当初はストリーミング配信は一切なかったが、現在は解禁されている。なお、ハイレゾ音源の配信はない。

## わーすた STUDIO LIVE "ゆうめいに、にゃる!!!!!" VOL.2
『わーすた STUDIO LIVE "ゆうめいに、にゃる!!!!!" VOL.2』（わーすた スタジオ ライブ "ゆうめいに、にゃる!!!!!" ボリューム2）は、2020年4月1日にiDOL Streetより発売されたわーすたのスタジオライブアルバムである。当初はダウンロード配信のみで販売され、ストリーミング配信は一切なかったが、2021年9月29日にストリーミング配信も解禁された。なお、ハイレゾ音源の配信はない。

### 収録曲
1. Love Unmelt
作詞・作曲・編曲：浅利進吾
2. Just be yourself
作詞：鈴木まなか、作曲・編曲：Kon-K
3. ねぇ愛してみて
作詞：鈴木まなか、作曲：鈴木まなか・7th Avenue、編曲：7th Avenue

(注)作詞、作曲、編曲者名は上述のクラウドファンディングのリターンである「STUDIO LIVE メンバー全員 サイン入りフォトブック」に記載されているものである。

### 音楽配信
前述のとおり当初はダウンロード配信のみで販売され、ストリーミング配信は一切なかったが、2021年9月29日にストリーミング配信も解禁された。なお、ハイレゾ音源の配信はない。